# Los Indios Tabajaras
Los Indios Tabajaras was een gitaarduo van twee broers uit Ceará, in het noordoosten van Brazilië.
Ze scoorden in 1964 een hit in de Tijd voor Teenagers Top 10 met Maria Elena. Dit nummer stond ook enkele jaren in de Top 2000.

## Discografie

### Singles
| Single met eventuele hitnotering(en) in de Nederlandse Top 40 | Datum van verschijnen | Datum van binnenkomst | Hoogste positie | Aantal weken | Opmerkingen |
| ------------------------------------------------------------- | --------------------- | --------------------- | --------------- | ------------ | ----------- |
| Tijd voor Teenagers Top 10                                    |                       |                       |                 |              |             |
| Maria Elena                                                   | 1958                  | 18-01-1964            | 8               | 3            |             |
| Nederlandse Top 40                                            |                       |                       |                 |              |             |
| Maria Elena                                                   | 1958                  | 01-02-1965            | 25              | 6            |             |

### NPO Radio 2 Top 2000
| Nummer met noteringen in de NPO Radio 2 Top 2000 | '99  | '00  |
| ------------------------------------------------ | ---- | ---- |
| Maria Elena                                      | 1787 | 1893 |

1. ↑  Een vetgedrukt getal geeft de hoogste notering aan.
2. ↑  Deze tabel is bijgewerkt tot en met de laatste editie (2024).